# Nha Bích
Nha Bích là một xã thuộc tỉnh Đồng Nai, Việt Nam.

## Địa lý
Xã Nha Bích nằm ở phía đông bắc thị xã Chơn Thành, có vị trí địa lý:
- Phía đông giáp xã Minh Thắng và tỉnh Bình Dương
- Phía tây giáp phường Minh Hưng và phường Minh Thành
- Phía nam giáp phường Minh Thành
- Phía bắc giáp xã Minh Thắng và huyện Hớn Quản.

Xã có diện tích 51,73 km², dân số năm 2002 là 3.875 người, mật độ dân số đạt 75 người/km².

## Lịch sử
Trước đây, xã Nha Bích thuộc huyện Bình Long cũ.
Ngày 5 tháng 4 năm 2002, Chính phủ ban hành Nghị định 36/2002/NĐ-CP. Theo đó, thành lập xã Minh Thắng trên cơ sở 3.600,4 ha diện tích tự nhiên và 3.634 người của xã Nha Bích.
Sau khi điều chỉnh địa giới hành chính, xã Nha Bích còn lại 5.173 ha diện tích tự nhiên và 3.875 người.
Ngày 20 tháng 2 năm 2003, huyện Bình Long được chia thành hai huyện Bình Long và Chơn Thành, xã Nha Bích chuyển sang trực thuộc huyện Chơn Thành.
Từ ngày 1 tháng 10 năm 2022, xã Nha Bích thuộc thị xã Chơn Thành như hiện nay.